# سيف الدين رود
سيف‌ الدين‌ رود هي قرية في مقاطعة هشترود، إيران. عدد سكان هذه القرية هو 117 في سنة 2006.